# アンシ・アゴリ
アンシ・アゴリ（Ansi Agolli 、1982年10月12日 - ）は、アルバニア・ティラナ出身の元プロサッカー選手。元アルバニア代表。現役時代のポジションは、ディフェンダー。

## 経歴
地元クラブのKFティラナでプレーを始め、2000–01シーズンにトップ昇格。2003年1月、残留争いをしていたFKアポロニア・フィエルにレンタル移籍。12試合に出場し1ゴールを記録したものの、チームは得失点差で降格した。
レンタル復帰後はKFティラナでレギュラーを獲得、チームのリーグ戦・カップ戦制覇に貢献した。2005年7月、スイスのヌーシャテル・ザマックスに移籍。2006年夏、FCルツェルンに移籍。2007年1月、ルツェルンを退団しフィンランドのヴァーサン・パロセウラにフリーで加入。2008年7月、KFティラナにレンタルで復帰し再びリーグ制覇に貢献。
2009年4月にヴァーサンに復帰。7月、ウクライナのFCクルィヴィーイ・リーフに移籍。

### カラバフ
2010年7月、アゼルバイジャンのカラバフFKに2011年12月までの契約でレンタル移籍。2012年1月、カラバフは3万ポンドを支払い完全移籍で獲得。
2013年2月22日のラヴァン・バクーFK戦で移籍後初ゴール。2014–15シーズン、チームのベストプレーヤーに選ばれた。シーズン終了後、カラバフとの契約を2016年6月まで延長した。
2016年4月22日のインテル・バクーPFC戦で公式戦228試合出場を達成、クラブの外国籍選手最多出場記録を更新した。

### ニューヨーク・コスモス
2019年3月15日、ニューヨーク・コスモスへの加入が発表された。

## 代表歴
2005年9月3日開催の2006 FIFAワールドカップ・予選・カザフスタン代表戦でA代表デビュー。2009年6月10日開催のジョージア代表戦で代表初ゴール。
2015年11月16日開催のジョージア代表戦で初めてキャプテンを務めた

### ゴール
2015年11月16日現在
| # | 開催日        | 会場                         | 対戦国                 | スコア | 結果 | 試合概要                                | ref    |
| - | ------------- | ---------------------------- | ---------------------- | ------ | ---- | --------------------------------------- | ------ |
| 1 | 2009年6月10日 | ケマル・スタファ・スタジアム | ジョージア             | 1–1    | 1–1  | 親善試合                                | [ 10 ] |
| 2 | 2009年8月12日 | ケマル・スタファ・スタジアム | キプロス               | 5–1    | 6–1  | 親善試合                                | [ 11 ] |
| 3 | 2017年9月2日  | エルバサン・アレナ           | リヒテンシュタインの旗 | 2–0    | 2–0  | 2018 FIFAワールドカップ・ヨーロッパ予選 |        |

## タイトル
ティラナ
- カテゴリア・スペリオレ (3): 2003–04, 2004–05, 2008–09
- クパ・エ・シュチパリセ (2): 2000–01, 2001–02
- スーペルクパ・エ・シュチパリセ (3): 2000, 2002, 2003

カラバフ
- アゼルバイジャン・プレミアリーグ (5): 2013–14, 2014–15, 2015–16, 2016–17, 2017–18
- アゼルバイジャン・クボク (3): 2014–15, 2015-16, 2016-17